# راینهایم (اودنوالد)
شهر راینهایم (به آلمانی: Reinheim) در ایالت هسن در کشور آلمان واقع شده‌است.